# マクファール (ミサイル駆逐艦)
|          | |
| 艦歴     | |
| 発注     | 1993年1月21日                                                                                              |
| 起工     | 1996年1月26日                                                                                              |
| 進水     | 1997年1月18日                                                                                              |
| 就役     | 1998年4月25日                                                                                              |
| 退役     | |
| その後   | |
| 要目     | |
| 排水量   | 満載: 8,776 トン                                                                                           |
| 全長     | 153.9 m (505 ft)                                                                                           |
| 全幅     | 20.1 m (66 ft)                                                                                             |
| 吃水     | 9.4 m (31 ft)                                                                                              |
| 機関     | COGAG方式                                                                                                  |
| 機関     | LM 2500-30ガスタービンエンジン (27,000shp) ×4基                                                            |
| 機関     | 可変ピッチプロペラ（5翔）×2軸                                                                              |
| 最大速   | 31ノット                                                                                                   |
| 航続距離 | 4,400 海里（20ノット時）                                                                                   |
| 乗員     | 士官、兵員 337名                                                                                           |
| 兵装     | Mk.45 mod.2 5インチ単装砲 ×1基                                                                             |
| 兵装     | Mk.38 25mm単装機関砲 ×2基                                                                                  |
| 兵装     | Mk.15 20mmCIWS×1基                                                                                         |
| 兵装     | SeaRAM×1基                                                                                                 |
| 兵装     | M2 12.7mm機銃 ×4挺                                                                                         |
| 兵装     | Mk.41 mod.2 VLS ×90セル - SM-2MR/ER SAM - SM-3 ABM - ESSM 短SAM - VLA SUM - トマホーク SLCM などを発射可能 |
| 兵装     | ハープーンSSM 4連装発射筒×2基                                                                              |
| 兵装     | Mk.32 3連装短魚雷発射管×2基                                                                                |
| 艦載機   | ヘリコプター甲板のみ, 格納庫なし                                                                           |
| C4ISTAR  | NTDS mod.5 (リンク 11/16)                                                                                  |
| C4ISTAR  | AWS B/L 5 (Mk.99 GMFCS×3基)                                                                                |
| C4ISTAR  | AN/SQQ-89                                                                                                  |
| センサ   | AN/SPY-1D 多機能レーダー×4面                                                                               |
| センサ   | AN/SPS-67 対水上レーダー×1基                                                                               |
| センサ   | AN/SQS-53C艦首装備ソナー                                                                                   |
| センサ   | AN/SQR-19 曳航ソナー                                                                                       |
| 電子戦   | AN/SLQ-32(V)3 ESM/ECM装置                                                                                  |
| 電子戦   | Mk.36 mod.12 デコイ発射装置                                                                                |
| モットー | Courage, Honor, Sacrifice                                                                                  |

マクファール (英語: USS McFaul, DDG-74) は、アメリカ海軍のミサイル駆逐艦。アーレイ・バーク級ミサイル駆逐艦の24番艦。艦名は1989年のパナマ侵攻で12月18日に戦死したドナルド・L・マクファール曹長に因む。

## 艦歴
2005年8月22日、マクファールはフロリダ州ジャクソンヴィルの沖合で「DDG-81 ウィンストン・S・チャーチル」と衝突した。両艦とも小規模な被害を受けたが、負傷者はいなかった。両艦とも自力でノーフォーク海軍補給地の母港へ帰還した。
2007年2月16日、「マクファール」は2006年度戦闘効果賞（バトル「E」賞）を授与される。
2008年8月20日、米国務省のウッド副報道官代理は、南オセチア紛争で被害を受けたグルジアへの人道復興支援のため、第6艦隊所属のイージス駆逐艦「マクファール」を始め、同艦隊旗艦ブルー・リッジ級揚陸指揮艦「マウント・ホイットニー」及び米沿岸警備隊の長距離カッターハミルトン級ダラスの3隻に人道支援物資を積載し黒海に派遣する事を発表した。8月24日、南オセチア紛争後に「人道救援物資を届けて欲しいとのグルジア政府の要請に応じて合衆国による大きな回答の一部として」アシュード・デリバリー作戦（en:Operation Assured Delivery）を発動、これに参加してグルジアのバトゥミに人道支援物資を届けている。「マクファール」は合衆国国際開発庁提供による衛生用品、ベビーフード、看護用品、瓶詰め水およびミルクなど約155,000パウンドの必需品を卸下した。
2009年11月12日にミサイル防衛局は、「マクファール」は2013年度中にイージス弾道ミサイル防衛システムの一部として機能するためRIM-161スタンダード・ミサイル3を運用できるよう改良を施すと発表した。
2010年4月5日、「マクファール」は商船「ライジング・サン」が海賊襲撃後に発信した救難信号に応答した。「マクファール」は脅威を制圧し10人の海賊容疑者を捕え、オマーンのサラーラ近海にてダウ船の乗組員8人を救出した。1週間後に海賊容疑者は「マクファール」から「DDG-64 カーニー」に移送され、起訴するため30日後にソマリア暫定連邦政府へ引き渡されている。
2012年9月、南欧地域のミサイル防衛任務中であった「マクファール」はジブラルタル海峡付近で展開中のところ、同月11日の在リビア米国領事館襲撃事件を受けて翌9月12日に「不測の事態」に備え、別海域で展開中であった「DDG-58 ラブーン」と共にリビア沖へ派遣を命ぜられる。
2023年7月5日、イラン海軍の艦艇がオマーン湾でタンカー2隻を相次いで拿捕しようとしたが、いずれも「マクファール」が現場に急行すると艦艇は現場を立ち去った。うち、バハマ船籍のタンカーは複数回銃撃され被弾したが、けが人や船体への大きな被害はなかった。